# Tectaria madagascarica
Tectaria madagascarica är en ormbunkeart som beskrevs av Tard. Tectaria madagascarica ingår i släktet Tectaria och familjen Tectariaceae. Inga underarter finns listade.